# Gesonia rubicundula
Gesonia rubicundula är en fjärilsart som beskrevs av Swinhoe 1885. Gesonia rubicundula ingår i släktet Gesonia och familjen nattflyn. Inga underarter finns listade i Catalogue of Life.